# Municipio de Cold Spring (Illinois)
El municipio de Cold Spring (en inglés: Cold Spring Township) es un municipio ubicado en el condado de Shelby en el estado estadounidense de Illinois. En el año 2010 tenía una población de 442 habitantes y una densidad poblacional de 4,88 personas por km².

## Geografía
El municipio de Cold Spring se encuentra ubicado en las coordenadas 39°18′6″N 88°57′53″O / 39.30167, -88.96472. Según la Oficina del Censo de los Estados Unidos, el municipio tiene una superficie total de 90.57 km², de la cual 90,53 km² corresponden a tierra firme y (0,04 %) 0,04 km² es agua.

## Demografía
Según el censo de 2010, había 442 personas residiendo en el municipio de Cold Spring. La densidad de población era de 4,88 hab./km². De los 442 habitantes, el municipio de Cold Spring estaba compuesto por el 98,19 % blancos, el 0,45 % eran afroamericanos, el 0,23 % eran asiáticos y el 1,13 % eran de una mezcla de razas. Del total de la población el 1,36 % eran hispanos o latinos de cualquier raza.